# NIMBY
NIMBY steht als englischsprachiges Akronym für not in my backyard (deutsch wörtlich: „nicht in meinem Hinterhof“, im Sinne von „nicht in meiner Nachbarschaft“). Der Ausdruck Nimby hat als Eigenbegriff Eingang in die deutsche Sprache gefunden. Der Begriff erschien erstmals im englischsprachigen Raum um 1980. Der entsprechende deutsche Ausdruck lautet Sankt-Florian-Prinzip.

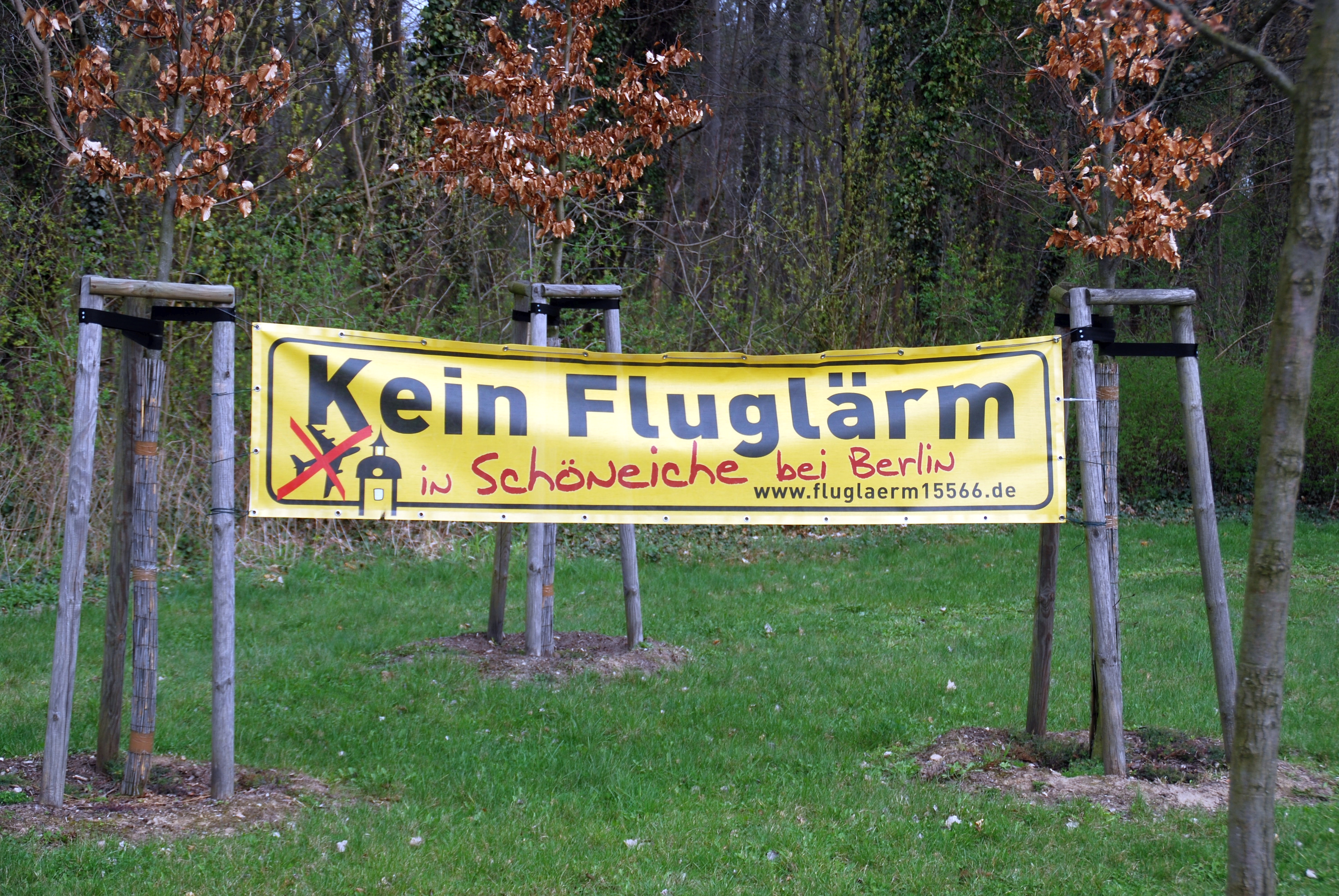
Anwohner in Schöneiche bei Berlin demonstrieren gegen Fluglärm

Der Ausdruck wird – meist in abwertender Weise – für Situationen oder Prinzipien verwendet, bei denen Teile der Bevölkerung bestimmte überregional bedeutsame Infrastruktur zwar grundsätzlich befürworten und oft auch selbst nutzen wollen, aber deren Errichtung in der Nähe des eigenen Wohnorts abgelehnt wird, weil die Personen selbst lokal Nachteile empfinden. Dabei wird nicht nach einer für die Bevölkerungsgesamtheit optimalen Lösung gestrebt, sondern lediglich einseitig versucht, die Nachteile für sich selbst zu verhindern und auf andere Bevölkerungsgruppen abzuwälzen, was Verwendern des Begriffs unredlich erscheint.
Teilweise wird der Begriff NIMBY auch auf die jeweils danach handelnden Personen oder Personengruppen bezogen (jemand, der die NIMBY-Position vertritt, ist ein NIMBY; das NIMBY-Regime als eine Herrschaftsform, in der die NIMBY-Position der machthabenden Gruppen durchgesetzt wird). Es kann dabei mitunter auch als argumentum ad hominem verwendet werden. NIMBY-Verhalten wird im deutschsprachigen Raum seit 2010 teilweise mit dem (ebenfalls abwertend gemeinten) Begriff der Wutbürger in Verbindung gebracht oder sogar gleichgesetzt, wenn Bürgerproteste vorrangig lokal geprägt sind.
Seit den 2010er Jahren formiert sich eine selbsternannte YIMBY-Bewegung (yes in my backyard, zu deutsch wörtlich: „ja, in meinem Hinterhof“), die sich ausdrücklich als Gegenbewegung zu NIMBY versteht und sich für Infrastrukturentwicklung sowie Nachverdichtungsvorhaben einsetzt.

## Beispiele für die Verwendung von NIMBY
Der aus den USA stammende Begriff bezeichnet insbesondere eine unterstellte Geisteshaltung von Personen, welche die Vorteile moderner Technologie zwar nutzen, im eigenen Umfeld aber keine Nachteile in Kauf nehmen wollen (vgl. Trittbrettfahrerproblem). Diese Nachteile versuchen NIMBYs auf andere Mitglieder der Gesellschaft abzuwälzen, was sie in vielen Fällen auch schaffen, wenn sie sich stark genug Gehör verschaffen können. Dass der NIMBY-Effekt jedoch keineswegs automatisch eintritt, zeigen verschiedene europäische Umfragen zur Errichtung von Windparks zur Windenergienutzung.
Als typisches Beispiel von NIMBY wird oftmals ein sogenannter NIMBY-Lobbyismus angeführt, bei dem finanzkräftige Gruppen sich gegen ein Vorhaben starkmachten, um vorrangig ihr Eigentum oder ökonomische Interessen zu schützen (Eigenheimbesitzer, Eigentümer von Geschäften, am Tourismus Beteiligte usw.). Besonders häufig wird in Deutschland NIMBY in Verbindung mit dem Ausbau der erneuerbaren Energien und der Stromnetze gebracht. Auch der Müllexport, die Ausbildung ethnischer Ghettos oder die Schaffung von großen, abgelegenen Flüchtlingseinrichtungen seien auf diese Haltung zurückzuführen.
Überwiegend wird das Argument NIMBY im Zusammenhang mit der Errichtung und dem Betrieb von Infrastruktur vorgebracht, beispielsweise bei Kraftwerken aller Art (auch Windkraftanlagen und Photovoltaikanlagen), Hochspannungsleitungen, Verkehrsinfrastruktur (Straßen, Brücken, Eisenbahnstrecken, Kanäle, Flughäfen), Unterkünften für marginalisierte Gruppen (Flüchtlingsunterkünfte, Obdachlosenheime, Gefängnisse), Großtechnischen Anlagen (Fabriken, Klärwerke, Anlagen zur Entsorgung oder Lagerung von (radioaktiven) Abfällen) sowie Mobilfunkstationen.

## Verwandte Akronyme
Die breite Rezeption der Abkürzung NIMBY hat zur Bildung einer Reihe weiterer, nicht ganz ernst gemeinter Abkürzungen zur Beschreibung verschiedener Widerstandsphänomene angeregt, so zum Beispiel:
Bei Anwohnern und Aktivisten:
- LULU – Locally unpopular land use – Lokal unbeliebte Landnutzung
- PITBY – Put it in their back yard – Baut es in deren Hinterhof
- NIMFYE – Not in my front yard either – Auch nicht vor meiner Haustür
- NIMFOS – Not in my field of sight – Nicht in meinem Sichtbereich
- QUIMBY – Quit urbanizing in my back yard – Hört auf mit der Verstädterung in meiner Gegend
- GOOMBA – Get out of my business area – Raus aus meiner Gegend
- GOMER – Get out (of) my emergency room

Bei Politikern:
- NIMD – Not in my district – Nicht in meinem Landkreis/Wahlkreis
- NIMTOO – Not in my term of office – Nicht während meiner Amtszeit
- NIMEY – Not in my election year – Nicht in meinem Wahljahr
- WIIFM – What’s in it for me? – Was ist für mich drin?

Bezeichnung allgemeinen Widerstands:
- NOPE – Not on planet earth – Nicht auf diesem Planeten
- NIABY – Not in anybody’s back yard – In niemandes Hinterhof
- BANANA – Build absolutely nothing anywhere near anybody – Baut gar nichts irgendwo in der Nähe von irgendwem
- CAVE – Citizens against virtually everything – Bürger gegen eigentlich alles